# Georges de Scudéry
Georges de Scudéry (Le Havre, 22 agosto 1601 – Parigi, 14 maggio 1667) è stato un romanziere e drammaturgo francese.

## Biografia
Fratello di Madeleine de Scudéry con la quale scriverà molti romanzi pubblicati col suo solo nome, intraprese inizialmente la carriera militare, rinunciandovi nel 1630 per consacrarsi interamente alla letteratura. Nel 1637, con la querelle seguita alla pubblicazione del Cid di Corneille, si pose risolutamente nel campo degli avversari di quella tragedia.
Beneficiato a lungo della protezione del cardinale Richelieu, dopo la scomparsa del ministro, adottò una prudente neutralità nei confronti del cardinale Mazzarino, che lo nominò governatore del forte di Notre-Dame-de-la-Garde a Marsiglia (1644-1647) conferendogli il brevetto di capitano delle galere, una carica puramente onorifica ma anche lucrativa.
Fu eletto membro dell'Académie française nel 1650 ma, per esser stato parte, con il principe di Condé, della Fronda, fu esiliato in Normandia, stabilendosi a Rouen dove nel 1657 sposò la ricca e molto più giovane Marie-Madeleine de Martinvast (1631-1712), che intratterrà una lunga corrispondenza con Roger de Bussy-Rabutin.

## Opere

### Romanzi
Romanzi scritti in collaborazione con la sorella
- Ibrahim ou l'Illustre Bassa (1642), con una riduzione teatrale
- Artamène ou le Grand Cyrus (10 voll., 1649-1653)
- Clélie (1654-1660)
- Almahida (8 voll., 1660-1663)

### Teatro
- Lydamon et Lydias (1631)
- Le Trompeur puni (1633)
- La Comédie des comédiens (1634)
- Le Vassal généreux (1635)
- Le Prince déguisé (1635)
- L'Amour tyrannique (1638)
- Ibrahim ou l'Illustre Bassa (1642), riduzione teatrale del romanzo

### Varie
- Observations sur «Le Cid» (1637)
- Preuve de passages allégués dans les «Observations sur « Le Cid» (1637)
- Alaric ou Rome vaincue (1654), poema epico